# Elaine Tanner
Elaine Tanner, född 22 februari 1951 i Vancouver i British Columbia, är en kanadensisk före detta simmare.
Tanner blev olympisk silvermedaljör på 100 meter ryggsim vid sommarspelen 1968 i Mexico City.